# Brickell Avenue
Brickell Avenue es una arteria norte-sur de Miami (Florida, Estados Unidos), al sur del río Miami, que forma parte de la U.S. Route 1 (US 1). Al norte del puente de Brickell Avenue, que atraviesa el río Miami, la U.S. Route 1 pasa a denominarse Biscayne Boulevard Way. Brickell Avenue es la avenida principal del distrito financiero de Brickell de Downtown Miami y es considerada la «Park Avenue de la Florida». Está bordeada por rascacielos residenciales y de oficinas, así como por muchos bancos y restaurantes. También es célebre por el tramo apodado «avenida de los millonarios» (en inglés: Millionaire's Row), donde se encuentran algunas de las residencias más caras de la ciudad. Brickell Avenue es una arteria principal norte-sur dentro del plano hipodámico de la parte sur del distrito financiero de Miami.

## Descripción de la ruta
Brickell Avenue empieza al norte junto al río Miami, en dirección sur-suroeste. Tras cruzar Broadway/SE 15th Street, gira ligeramente hacia el suroeste y sigue en esa dirección hasta que termina en la SE 26th Road/Rickenbacker Causeway, convirtiéndose en la South Federal Highway durante una pequeña distancia (unos 400 metros), antes de pasar a denominarse South Dixie Highway, también perteneciente a la U.S. Route 1. El tramo de Brickell Avenue al norte del par de calles de sentido único constituido por la SE 7th Street y la SE 8th Street forma parte, asimismo, de la U.S. Route 41.

## Intersecciones principales[2]
| condado | Ubicación | Milla | Destinos                                                    | Notas                                                         |
| --- | --------- | ----- | ----------------------------------------------------------- | ------------------------------------------------------------- |
| Miami-Dade | Miami     | 0.0   | US 1 sur (Dixie Highway) SR 913 (SE 26th Road) a I 95 norte | Acceso a la Rickenbacker Causeway a través de la SR 913 este. |
| Miami-Dade | Miami     | 1.1   | SR 972 oeste (SE 13th Street/Coral Way)                     | Término este de la SR 972.                                    |
| Miami-Dade | Miami     | 1.5   | US 41 oeste (SE 8th Street y SE 7th Street) a I 95          | Término este de la US 41.                                     |
| Miami-Dade | Miami     | 1.7   | Puente de Brickell Avenue sobre el río Miami.               | Puente de Brickell Avenue sobre el río Miami.                 |
| Miami-Dade | Miami     | 1.8   | US 1 norte (SE 4th Street/Biscayne Boulevard Way)           |                                                               |
| 1.000 mi = 1.609 km; 1.000 km = 0.621 mi Cerrada/Antigua • Terminal concurrente • Acceso incompleto • Propuesta/Sin abrir |           |       |                                                             |                                                               |

## Lugares de interés

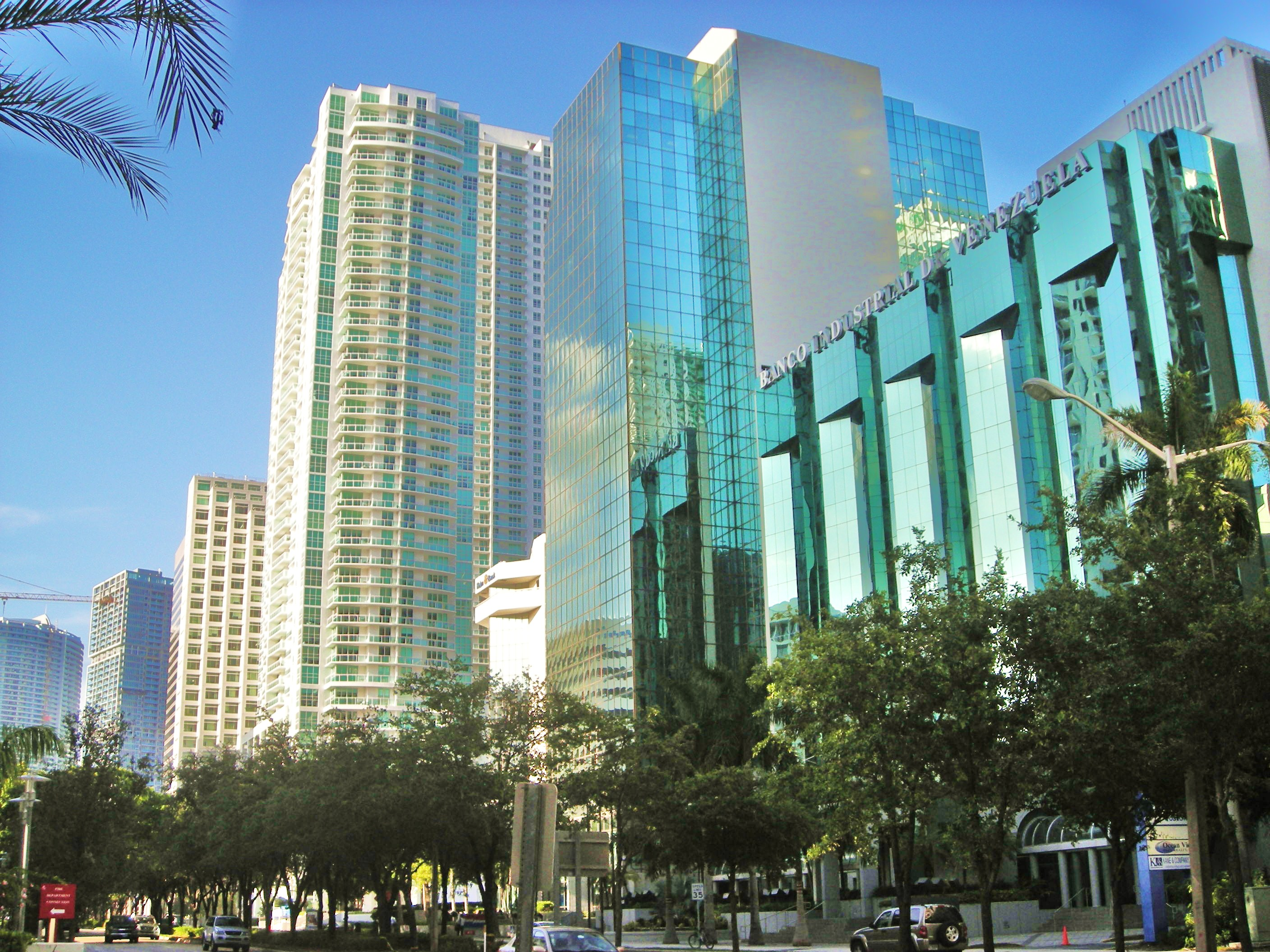
Zona bancaria en Brickell Avenue.

La importancia cultural de Brickell ha excedido del ámbito de Downtown Miami debido a que su zona de bares y restaurantes atrae a grandes multitudes hasta altas horas de la noche y primeras horas de la mañana. Entre los restaurantes populares de Brickell Avenue se encuentran Komodo, La Petit Maison, Truluck's y Cipriani. Muchos de sus restaurantes pasan de ser abiertos y luminosos durante el día a sugerentes y sensuales por la noche. Algunos de los bares de la avenida son Barsecco, Baby Jane Cocktail & Noodle Bar y The Bar at Level 25.
También se conservan algunos lugares históricos en Brickell Avenue, como la Primera Iglesia Prebisteriana de Miami, el Mausoleo de Brickell y la Villa Serena, una vivienda construida en 1913 en la antigua «avenida de los millonarios» para el político William Jennings Bryan.